# Augustin Schoeffler
Augustin Schoeffler ou Schœffler (1822-1851) est prêtre français de l'Église catholique et membre de la Société des missions étrangères de Paris. Prêtre en Lorraine, il rejoint les Missions Étrangères de Paris en 1846 et poursuivit son apostolat comme missionnaire en Indochine. Il fut l'un des deux missionnaires français martyrisés au Tonkin (nord du Viêt Nam) entre 1847 et 1851.
Proclamé saint, sa mémoire est commémorée le 1er mai (le 2 mai, localement, en France).

## Biographie

### Naissance et éducation

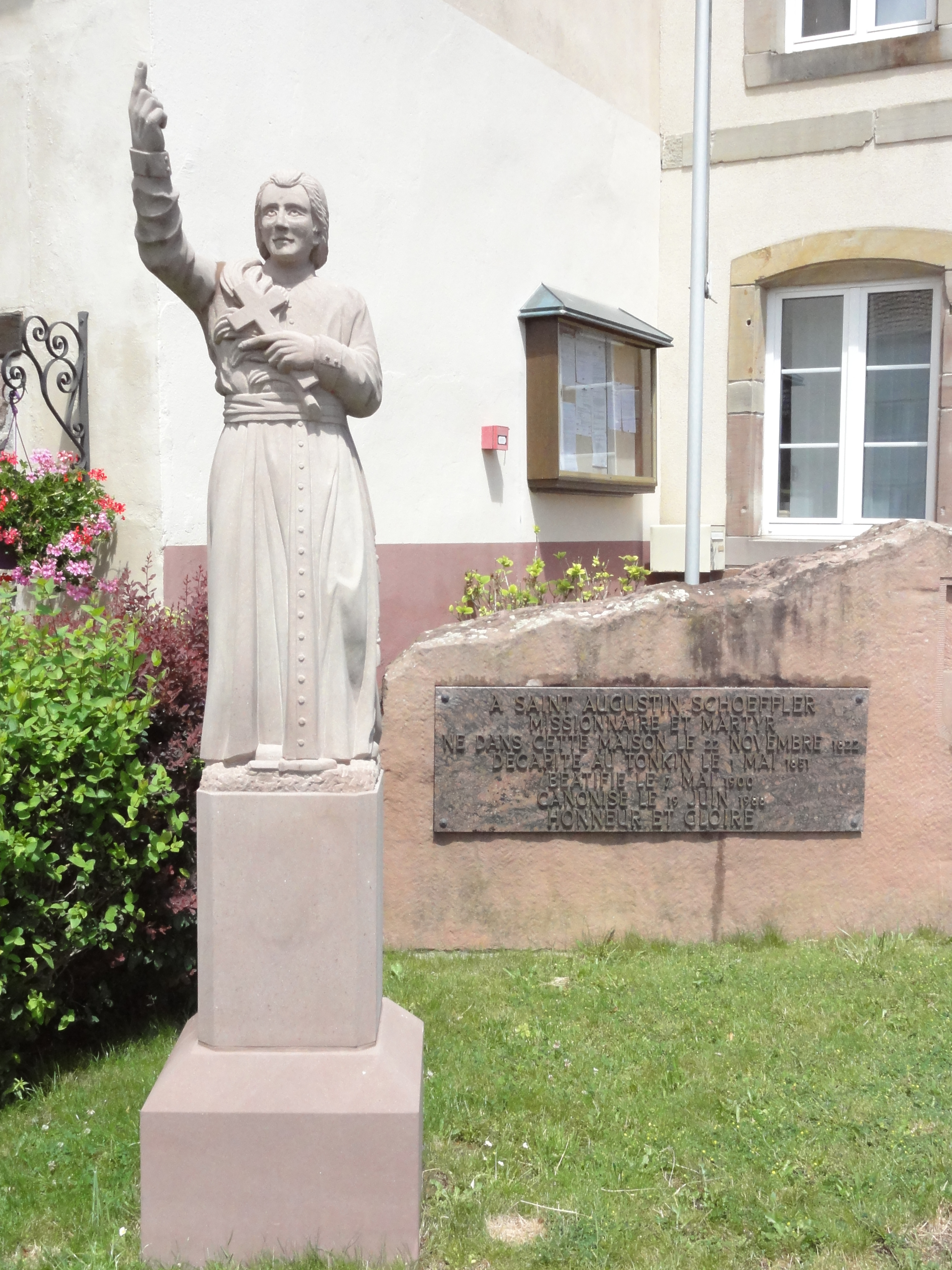
maison natale et statue Saint Augustin Schoeffler à Mittelbronn

Augustin Schoeffler est né le 22 novembre 1822 à Mittelbronn, un village plattophone de la Meurthe (annexé à l'Empire allemand en 1871 et situé en Moselle depuis 1918). Il est baptisé le jour suivant. De 1834 à 1842, il étudie au petit séminaire de Pont-à-Mousson et au collège de Phalsbourg. De 1842 à 1846, Schoeffler étudie la philosophie au grand séminaire de Nancy. Il a pour condisciple Nicolas Krick. Le 5 octobre 1846, il commence sa formation au séminaire des Missions étrangères de Paris. Le 29 mai 1847, à l'âge de 24 ans, Augustin Schoeffler est ordonné prêtre à Paris.

### Vie missionnaire
Le 18 novembre 1847, il embarque d'Anvers pour le Tonkin, et arrive le 6 juillet 1848 où, tout en apprenant la langue vietnamienne, il y poursuit son apostolat de missionnaire, .
Au printemps 1850, il doit partir pour le nord du pays où son évêque lui a donné la tâche d'évangéliser à Sontay.
Dès le 1er mars 1851, le missionnaire est arrêté. Le 5 mars 1851, il est reconnu coupable de prosélytisme. Le 1er mai 1851, Augustin Schoeffler est décapité à Sontay. Il était âgé de 28 ans.
En marchant à son lieu d'exécution, le Père Schoeffler porte une pancarte qui disait : « Il a prêché véritablement la charge entière de la prédication de la religion de Jésus. Son crime est patent. Que M. Augustin soit décapité et jeté dans un ruisseau." La tête puis la dépouille d'Augustin Schoeffler ont été jetés dans le fleuve Rouge. La tête n'a jamais été retrouvée mais son corps a été enterré sur le site de l'exécution. Cependant, la foule s'est précipité pour recueillir des reliques. Certains ont même déraciné l'herbe qui était tachée de son sang.  Deux jours plus tard, les chrétiens locaux ont exhumé le corps et l'ont de nouveau inhumé dans un village chrétien proche.

## Postérité

### Canonisation

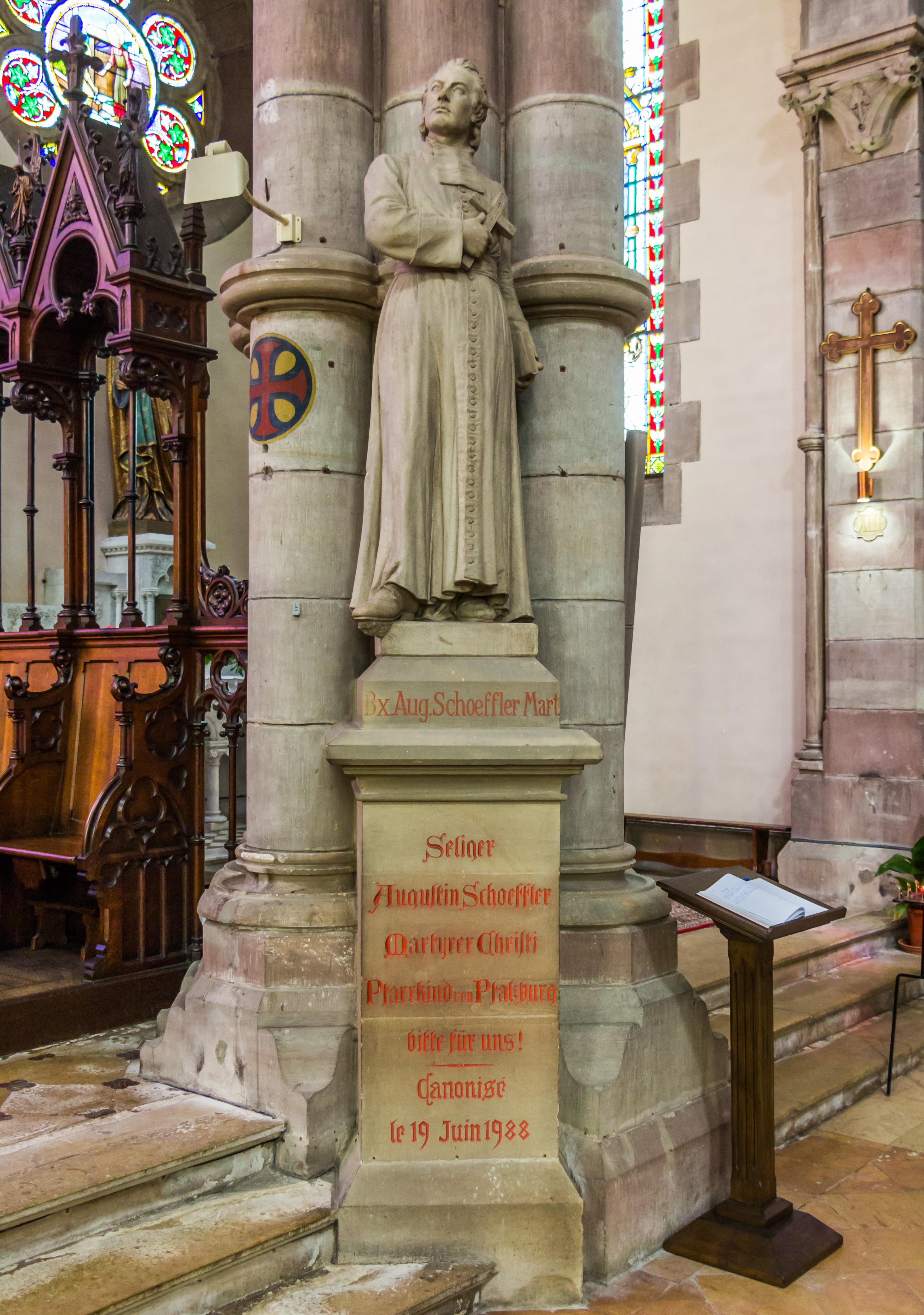
Statue d'Augustin Schoeffler par Louis Stienne (église Notre-Dame de l'Assomption à Phalsbourg)

Le 24 septembre 1857, Augustin Schoeffler est déclaré Vénérable par le Pape Pie IX. Il est béatifié par le Pape Léon XIII, le 7 mai 1900. Il est canonisé par le pape Jean-Paul II le 19 juin 1988.

### Reliques
Le 10 mai 2009, une relique d'Augustin Schoeffler est installée en l'église de la Grotte de l'Assomption à Détroit, au Michigan. Des descendants de la famille Schoeffler, qui vivent dans la région, assistent à la célébration.